# Helstroff
Helstroff település Franciaországban, Moselle megyében. Lakosainak száma 484 fő (2022. január 1.). Helstroff Boulay-Moselle, Brouck, Condé-Northen, Hinckange, Momerstroff, Varize és Volmerange-lès-Boulay községekkel határos.

## Népesség
A település népességének változása:
| Lakosok száma | 272  | 289  | 316  | 429  | 489  | 530  | 535  | 506  | 492  | 484  |
|               | 1968 | 1982 | 1990 | 2006 | 2013 | 2015 | 2017 | 2019 | 2020 | 2022 |